# Ropa de alta visibilidad

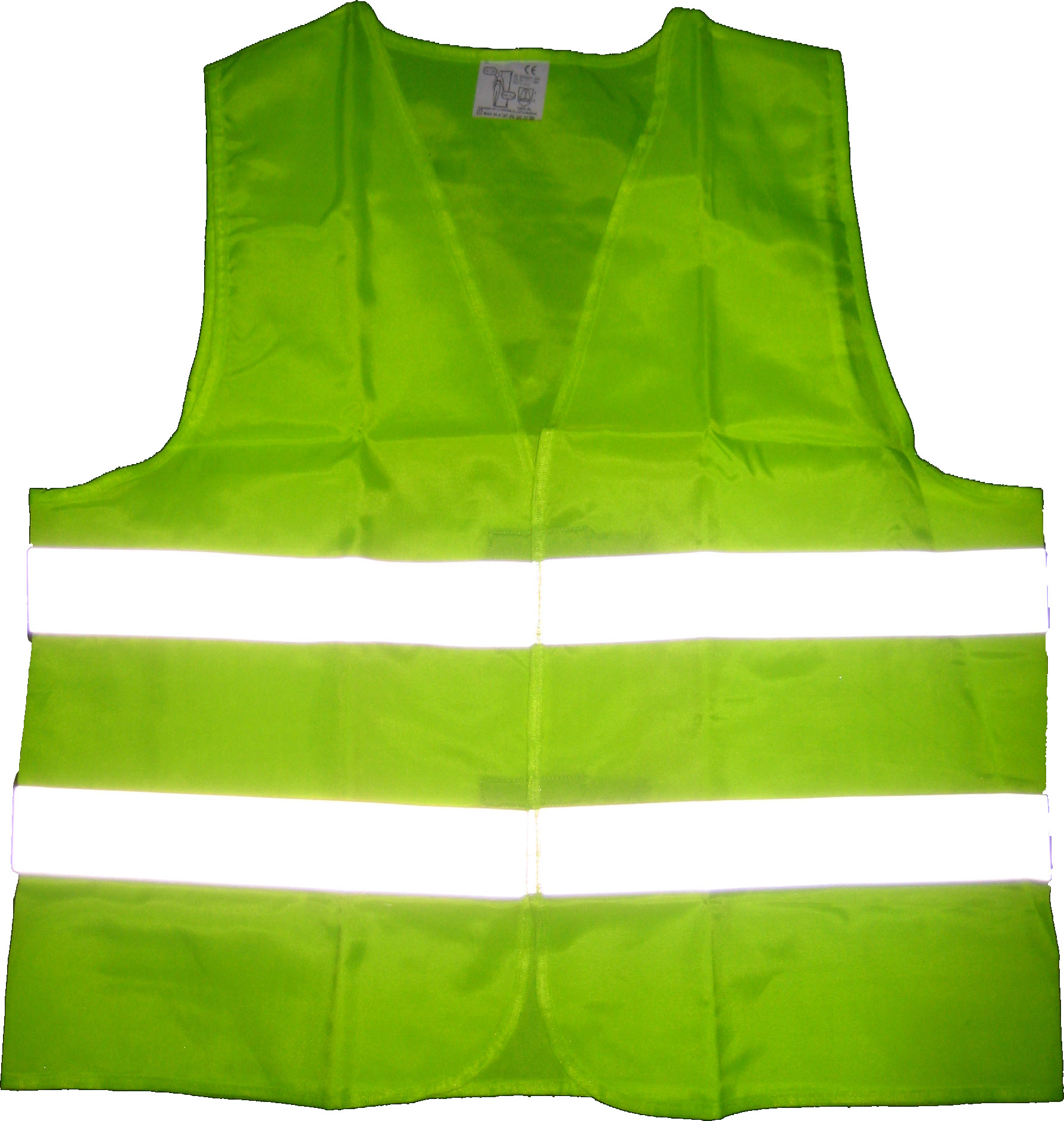
Chaleco verde fluorescente con tiras retrorreflectantes

Ropa de alta visibilidad es un tipo de ropa usada con propiedades altamente reflectantes, o colores fácilmente perceptibles a partir de cualquier fondo. Ejemplo común son los chalecos amarillos usados por los servicios de emergencia. Hay en entornos de trabajo, en donde es importante ser visto para poder evitar siniestros (como atropellos). Para disminuir el número de accidentes en estos casos se desarrolló una normativa para la ropa laboral.
Ser visto, en algunos entornos de trabajo, es la mejor manera de proteger al trabajador. Esta es la función principal de la ropa de alta visibilidad pero no es la única, también busca señalizar y subrayar visualmente la presencia de la persona que la lleva puesta (como es el caso de las fuerzas del orden).
La ropa de trabajo de alta visibilidad se caracteriza por estar confeccionada con dos tipos de materiales:
- materia de fondo fluorescente
- material [retrorreflectante]

La combinación correcta de estos materiales es la que proporciona las cualidades necesarias para mejorar la visibilidad diurna y devolver correctamente la luz durante la noche aumentando la seguridad en función del riesgo específico al que están sometidos algunos trabajadores.

## Galería

Ejemplos de ropa de alta visibilidad
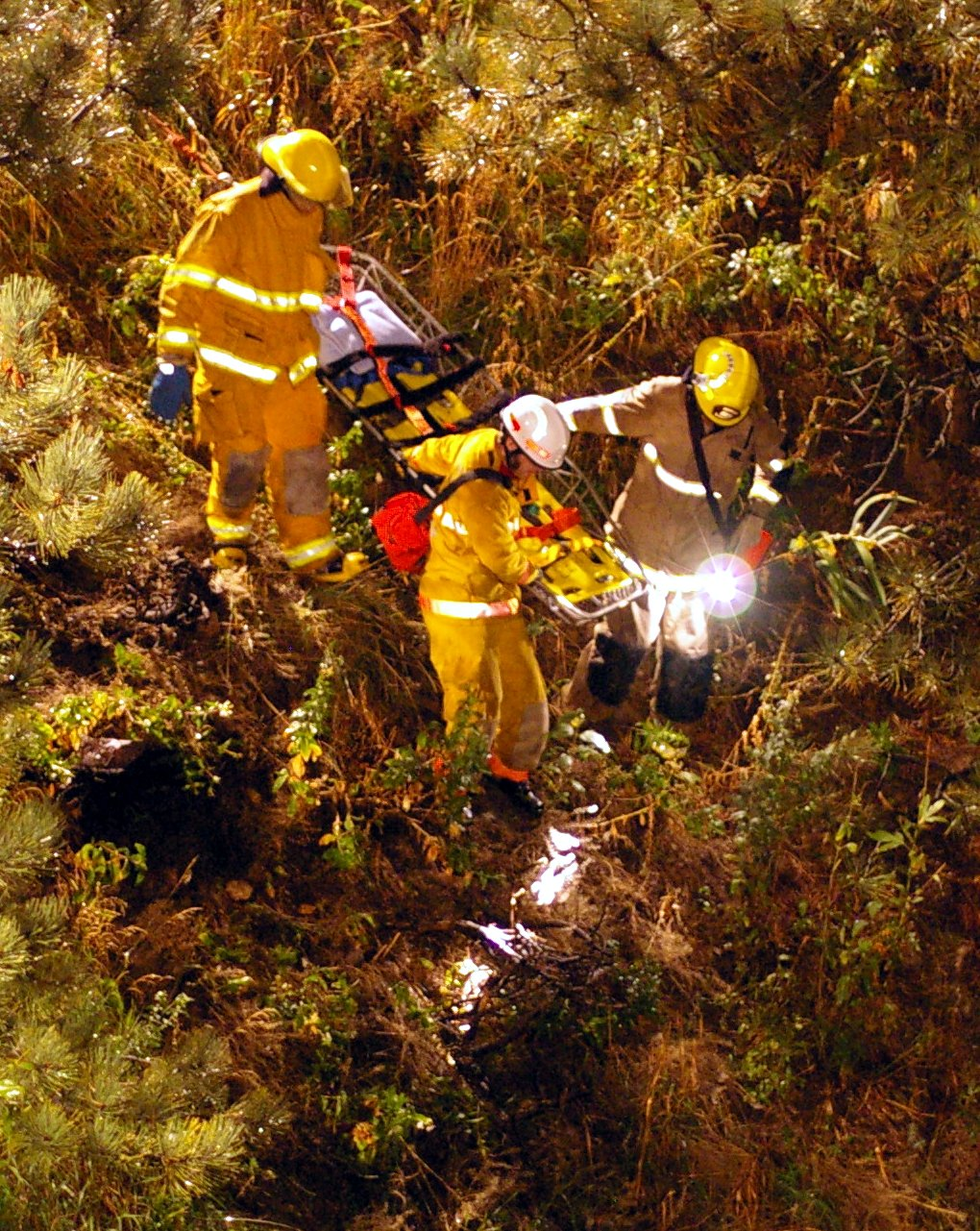
Bomberos con abrigos con tiras de alta visibilidad
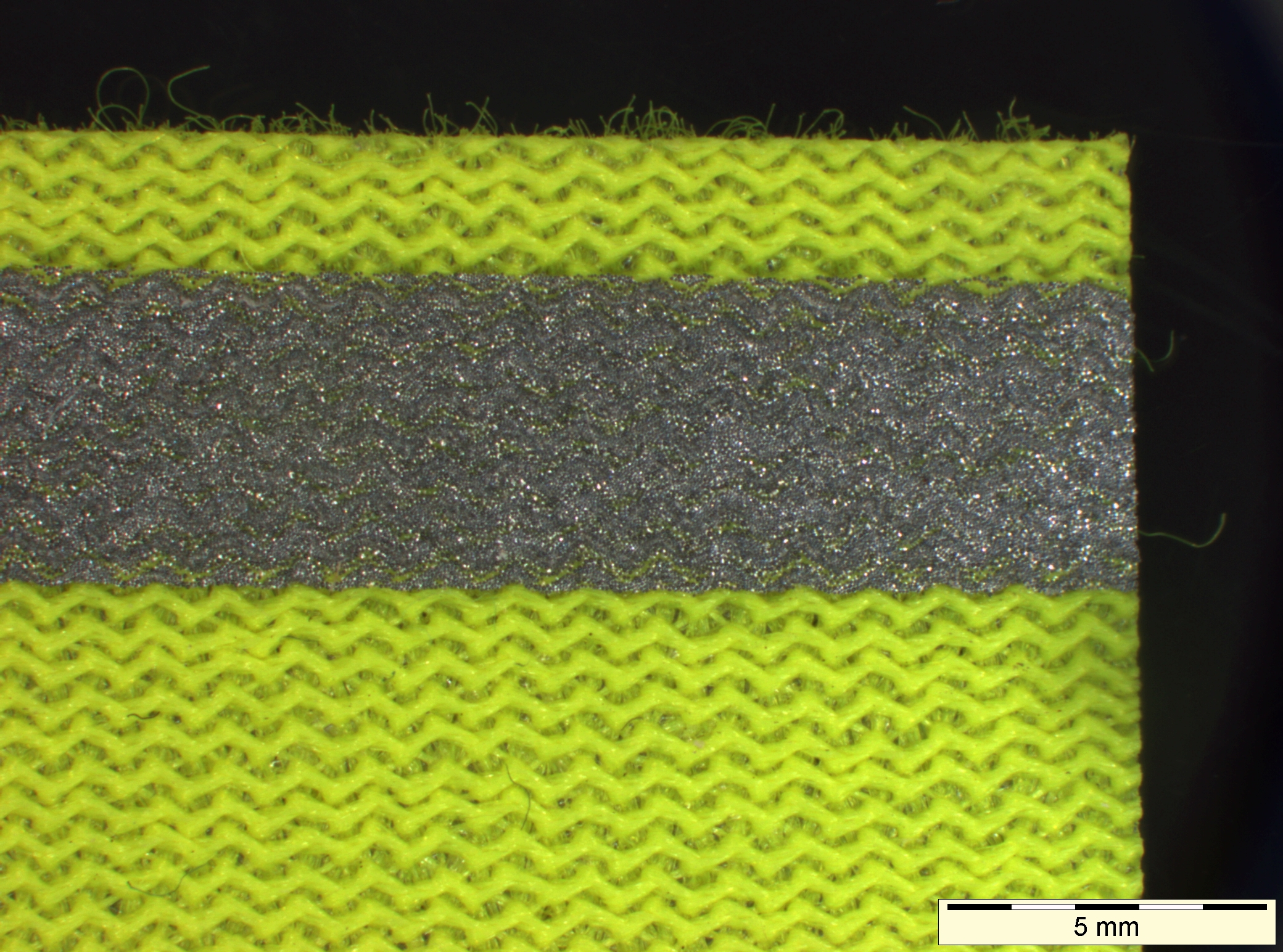
Material retroreflectivo bajo microscopio, 3.5 x
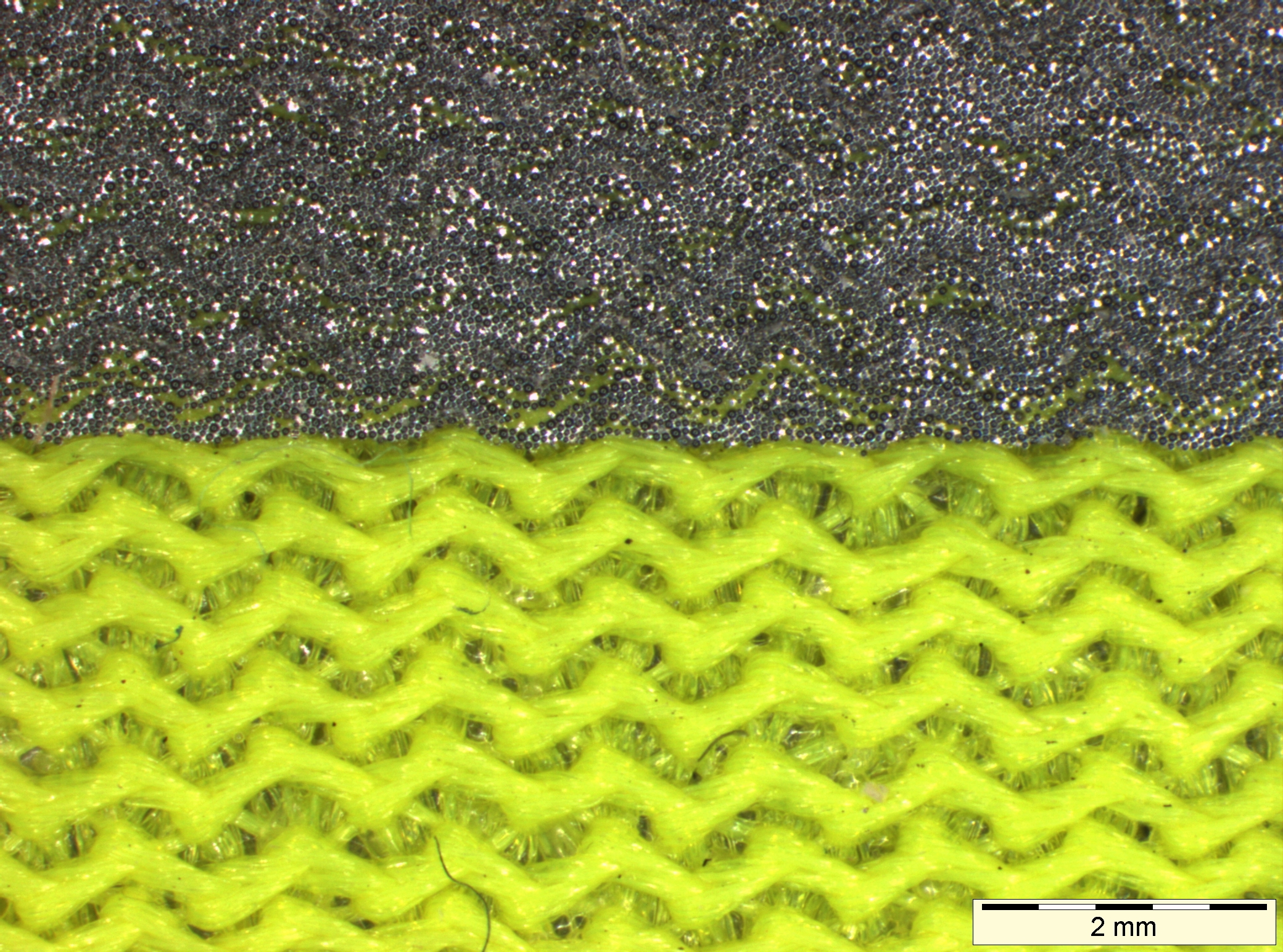
Material retroreflectivo bajo microscopio, 8 x
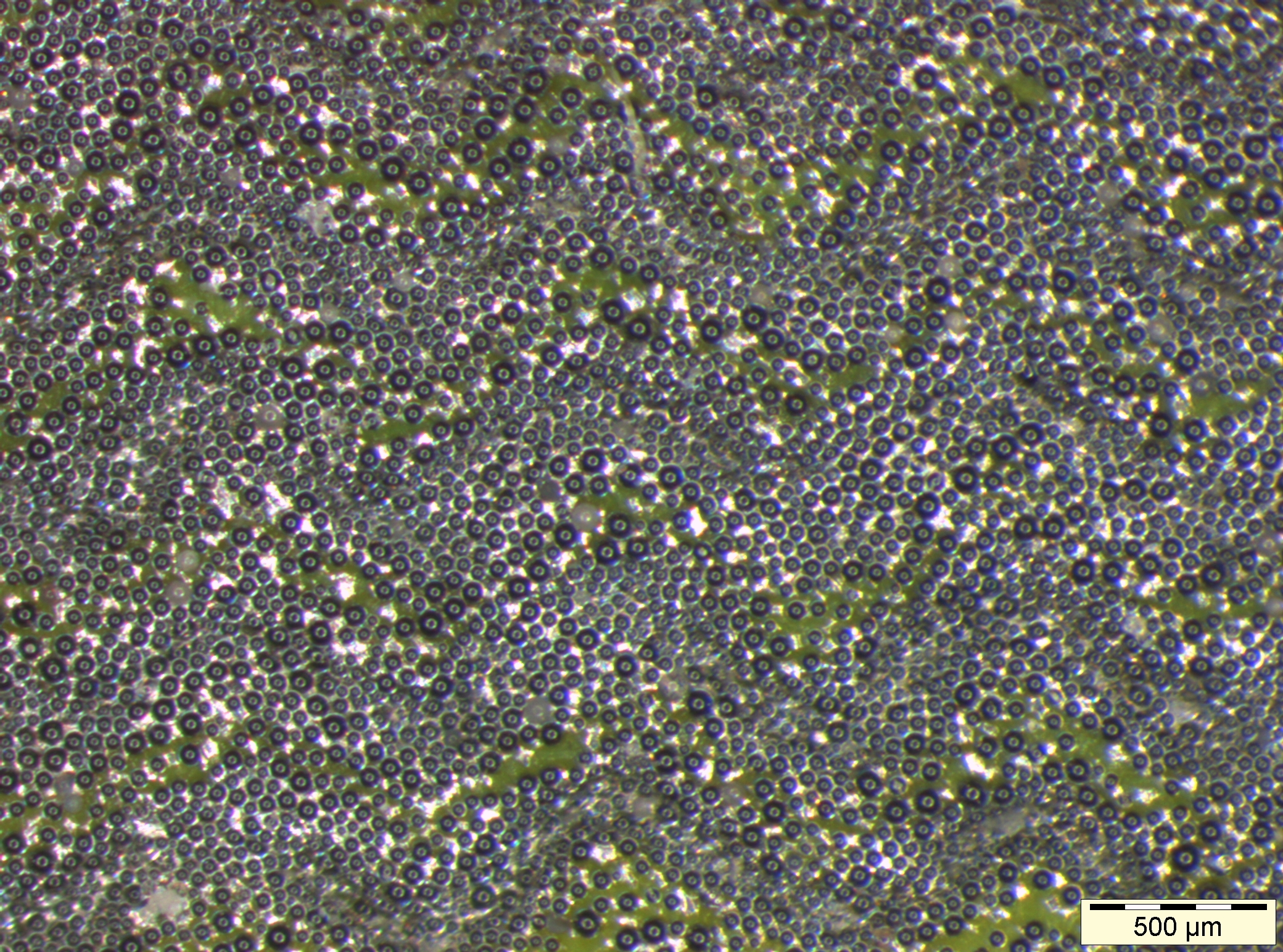
Material retroreflectivo bajo microscopio, 20 x
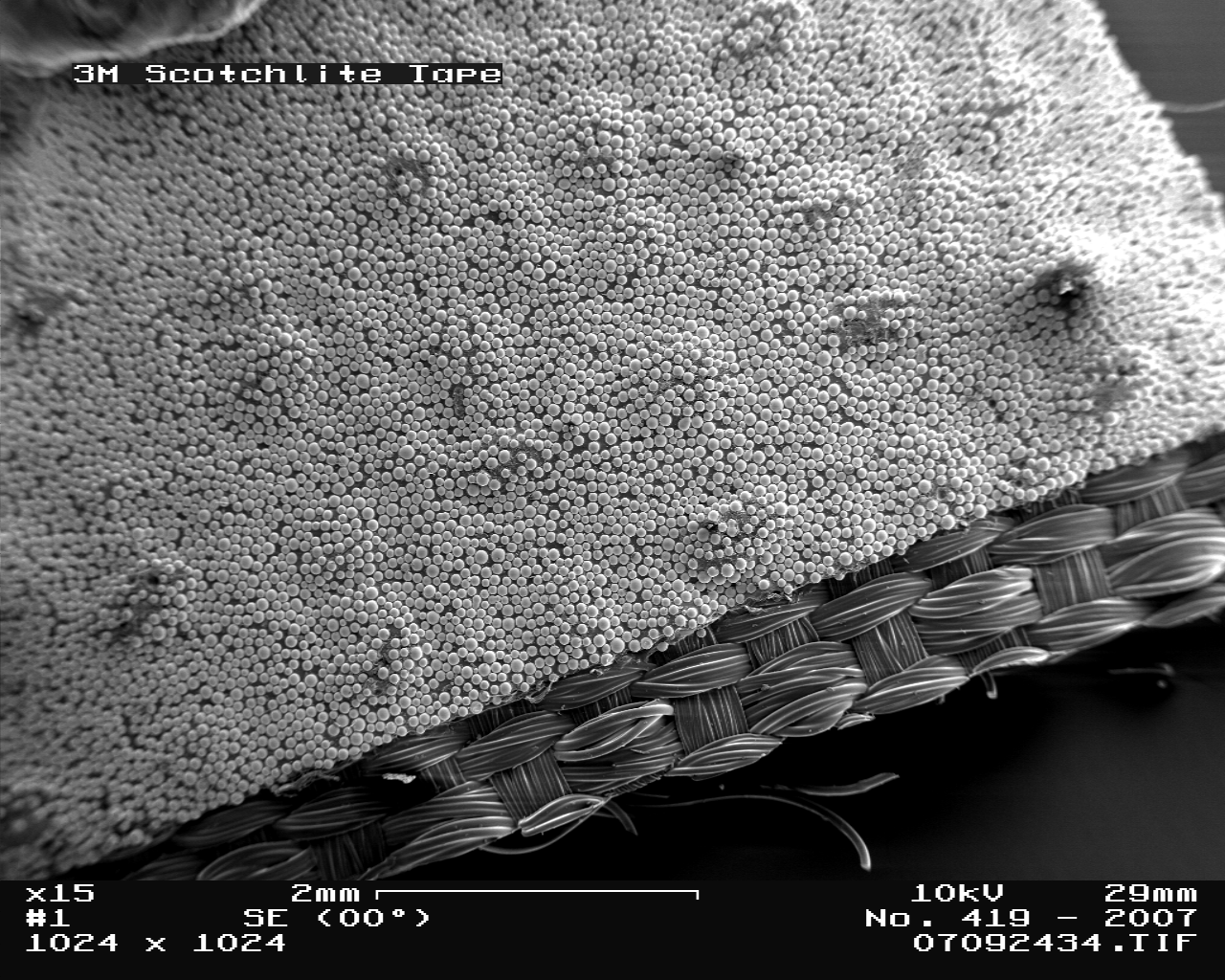
Material retroreflectivo bajo microscopio electrónico,  15 x
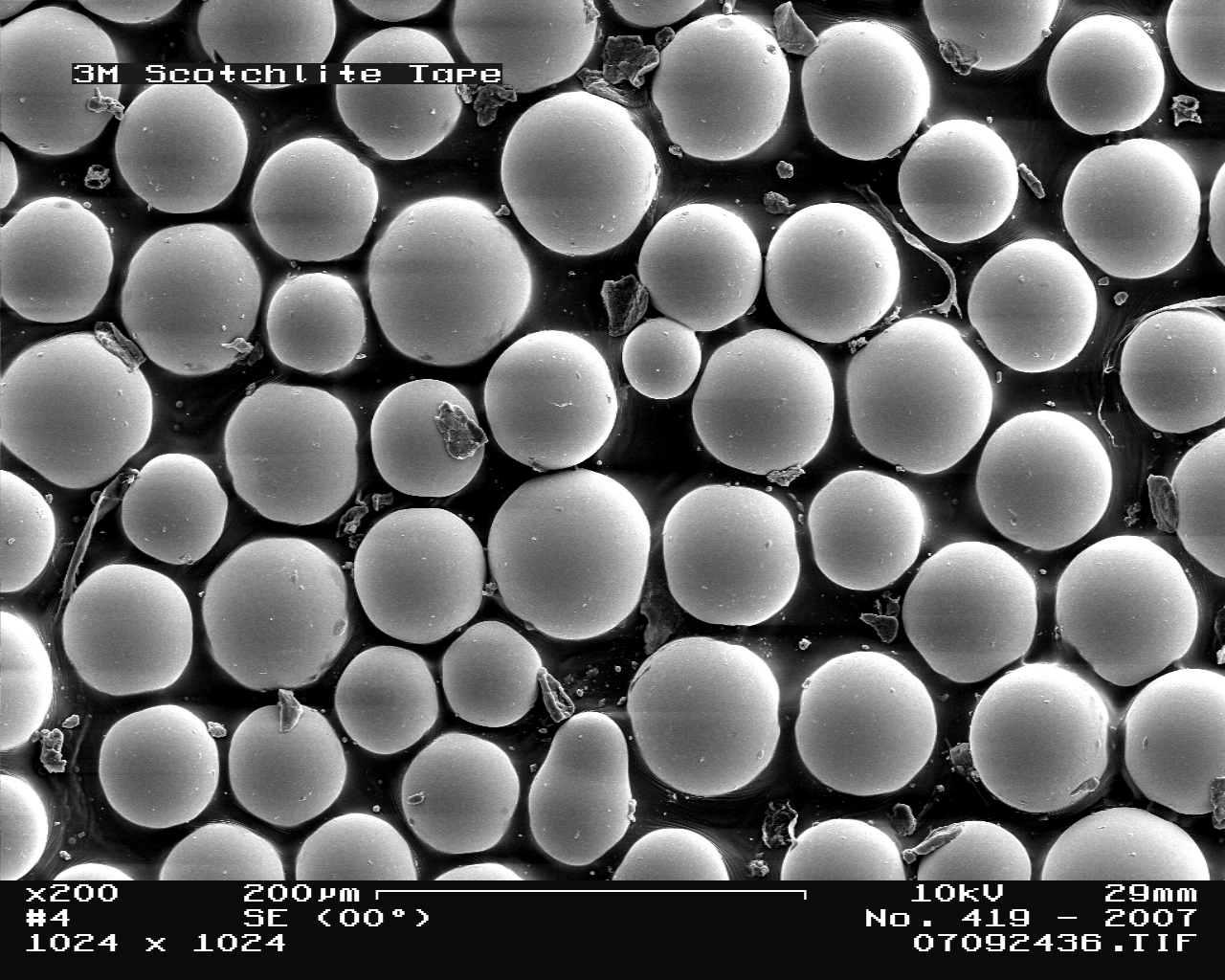
Material retroreflectivo bajo microscopio electrónico, 200 x
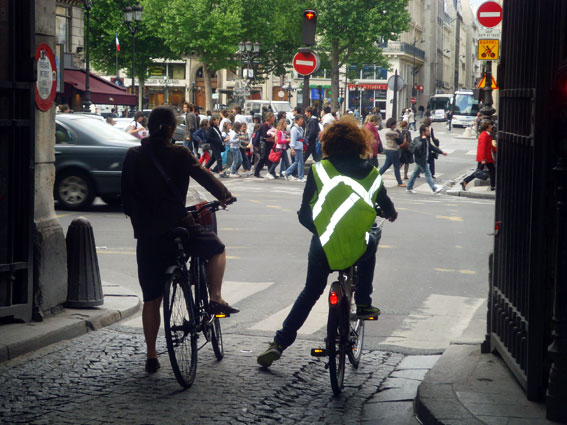
Bolsa reflectante, usada durante el día en un lugar oscuro (iluminado por el flash de la cámara)
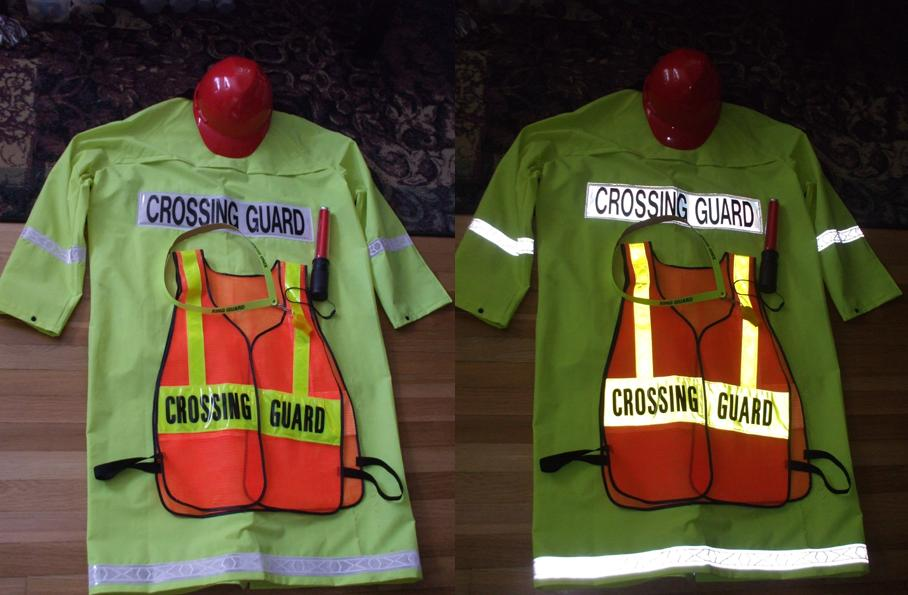
Dos fotos de ropa en luz normal, y cuando una fuente de luz se refleja en las bandas de alta visibilidad